# Rio Frumoasa (Olt)
O Rio Frumoasa é um rio da Romênia, afluente do Racu, localizado no distrito de Harghita.